# Eutermina tenebrosa
Eutermina tenebrosa är en fjärilsart som beskrevs av Holland 1894. Eutermina tenebrosa ingår i släktet Eutermina och familjen nattflyn. Inga underarter finns listade i Catalogue of Life.